# Kalasin (provincie)
Kalasin is een provincie in het noordoosten van Thailand in het gebied dat ook wel Isaan wordt genoemd. In december 2002 had de provincie 990.212 inwoners, waarmee het de 20e provincie qua bevolking in Thailand is. Met een oppervlakte van 6947,7 km² is het de 29e provincie qua omvang in Thailand. De provincie ligt op ongeveer 519 kilometer van Bangkok. Kalasin grenst kloksgewijs vanaf het noordoosten aan de provincies/landen: Sakon Nakhon, Mukdahan, Roi Et, Maha Sarakham, Khon Kaen en Udon Thani. Kalasin ligt niet aan zee.

## Provinciale symbolen
|  | Het provinciale zegel van Kalasin |

## Politiek

### Bestuurlijke indeling
De provincie is onderverdeeld in 14 districten (Amphoe) en 4 subdistricten (King Amphoe) namelijk:
| Amphoe \| 1. Amphoe Mueang Kalasin 2. Na Mon 3. Kamalasai 4. Rong Kham 5. Kuchinarai 6. Khao Wong 7. Yang Talat \| 8. Huai Mek 9. Sahatsakhan 10. Kham Muang 11. Tha Khantho 12. Nong Kung Si 13. Somdet 14. Huai Phueng \| | King Amphoe 15. Sam Chai 16. Na Khu 17. Don Chan 18. Khong Chai                                       |  |
| 1. Amphoe Mueang Kalasin 2. Na Mon 3. Kamalasai 4. Rong Kham 5. Kuchinarai 6. Khao Wong 7. Yang Talat | 8. Huai Mek 9. Sahatsakhan 10. Kham Muang 11. Tha Khantho 12. Nong Kung Si 13. Somdet 14. Huai Phueng |  |